# الجفادون
قرية الجفادون هي إحدى القرى التابعة لمركز الفشن في محافظة بني سويف في جمهورية مصر العربية. حسب إحصاءات سنة 2006، بلغ إجمالي السكان في الجفادون 12747 نسمة، منهم 6681 رجل و6066 امرأة.